# Greg Bird
Pour le joueur de baseball, voir Greg Bird (baseball).

a Compétitions nationales et continentales officielles uniquement.

b Matchs officiels uniquement.
Greg Bird, né le 10 février 1984 à Newcastle (Australie), est un joueur de rugby à XIII australien évoluant au poste de deuxième ligne, de troisième ligne, de demi d'ouverture ou de talonneur.
Il fait ses débuts en National Rugby League (« NRL ») en 2002 avec les Sharks de Cronulla-Sutherland à l'âge de dix-huit ans, il y reste six ans avant de rejoindre la franchise française des Dragons Catalans et la Super League en 2009. Après une année en France, il retourne en NRL et reste sept années aux Titans de Gold Coast y devenant capitaine notamment. En 2017 à l'âge de 33 ans, il décide de revenir aux Dragons Catalans pour un contrat de cinq ans, trois en tant que joueur et deux dans l'encadrement sportif.
Enfin, il a revêtu le maillot de l'Australie avec lequel il est champion du monde en 2013. Il a également pris part aux State of Origin avec la sélection de Nouvelle-Galles du Sud et au City vs Country Origin.

## Biographie

### Enfance
Né à Maitland, Greg Bird débute au rugby à XIII aux « West Maitland Red Dogs » puis « Pumpkin Pickers » avant de rejoindre les Knights de Newcastle. Il dispute notamment les « Knights' Harold Matthews » et le « SG Ball » avant de signer pour les Sharks de Cronulla-Sutherland. En 2001, alors qu'il joue pour la « Rutherford Technology High School », il est sélectionné dans l'équipe d'Australie junior et capitaine de celle-ci,.

### Sharks de Cronulla-Sutherland
À la septième journée de la saison 2002 de la National Rugby Leagu (NRL), Greg Bird fait ses débuts avec les Sharks de Cronulla-Sutherland contre les Bulldogs de Canterbury-Bankstown Bulldogs. En 2003, il devient titulaire au sein de cette équipe à tout juste dix-neuf ans.
En 2004, il est coupable d'une coup sur l'ailier adverse des Rabbitohs de South Sydney Shane Marteene qui lui vaut une suspension de dix semaines. Malgré les excuses de Greg Bird et le soutien de son club prétextant une erreur de jeunesse, la NRL maintient sa suspension.
En 2006, Greg Bird pose pour le calendrier de charité « Naked Rugby League 2007-08 » dans l'objectif de recueillir des dons pour la lutte contre le cancer du sein. Sur le plan sportif, il devient un joueur incontournable des Sharks. Malgré une blessure aux cotes qui le maintient hors du terrain à partir de la 21e journée, il est nommé meilleur joueur de son club.
En mai 2007, il est sélectionné dans l'équipe de Nouvelle-Galles du Sud pour le State of Origin. Disputant le match 2, il est de nouveau convoqué pour le match 3 dans lequel il est désigné homme du match. En fin d'année 2007, il est également appelé en Prime Minister's XIII  pour jouer la Papouasie-Nouvelle-Guinée puis en sélection d'Australie pour une opposition contre la Nouvelle-Zélande à Wellington dans laquelle il est élu homme du match.
L'année 2008 confirme ses espoirs placés en lui. Il dispute sous le maillot australien l'ANZAC Test en remplaçant Darren Lockyer et le State of Origin. Nommé en fin d'année dans la première sélection de l'Australie pour la Coupe du monde 2008, il n'est finalement pas pris dans la sélection finale. Cette non-sélection est expliquée par des faits extra-sportifs dans lesquels Greg Bird apparaît. Le joueur est accusé d'avoir eu une altercation avec sa copine Katie Williams, américaine rencontrée auparavant à Las Vegas. Son club décide de le suspendre provisoirement dans l'attente des éléments et le sélectionneur de l'équipe d'Australie l'écarte de sa pré-liste. Greg Bird désire s'éloigner alors de l'Australie et s'engage avec le club anglais des Bradford Bulls, toutefois l'état britannique refuse de lui délivrer un permis de travail en raison de ses affaires en cours.
Il envisage à la suite du refus des Britanniques de rejoindre le rugby à XV avant que le club français de Super League des Dragons Catalans lui propose un contrat.

### Dragons Catalans

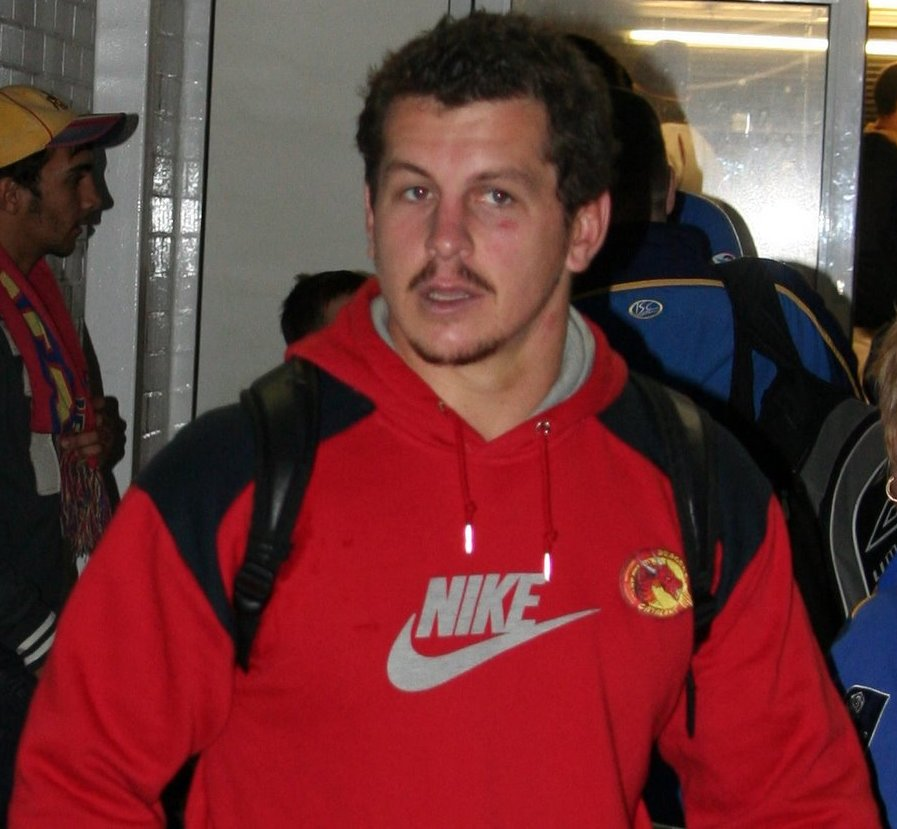
Greg Bird aux Dragons Catalans.

Ses démêlés judiciaires n'affectent pas ses performances sur le terrain et devient l'un des artisans du parcours des Dragons Catalans qui atteignent les demi finales de la Super League, laissant malgré une courte présence une trace dans la franchise française.

### Titans de Gold Coast
Il fait son retour en Australie et en NRL avec les Titans de Gold Coast. Son retour est couronné de succès puisqu'en 2010, il est de nouveau sélectionné au State of Origin, dispute le All Star NRL et renoue avec la sélection australienne en fin d'année pour le tournoi des Quatre Nations. Son contrat d'une année avec Gold Coast est rapidement prolongé.
Ses années suivantes sont du même acabit puisqu'il devient incontournable que cela soit en sélection ou au State of Origin. Il remporte notamment la Coupe du monde 2013 avec l'Australie.

### Retour aux Dragons Catalans
À 32 ans, Greg Bird confirme son envie de terminer sa carrière en France en signant à partir de 2017 aux Dragons Catalans, ces derniers s'engageant également à l'accompagner dans sa reconversion en tant qu'entraîneur. Il ne peut participer à la finale de la Challenge Cup en 2018 en raison d'une suspension.

## Palmarès
- Collectif :
  - Vainqueur de la Coupe du monde : 2013 (Australie).
  - Vainqueur du State of Origin : 2014 (Nouvelle-Galles du Sud).
  - Finaliste du Tournoi des Quatre Nations : 2010 et 2014 (Australie).
  - Vainqueur de la Challenge Cup : 2018[5] (Dragons Catalans).

### En sélection

#### Coupe du monde
| Édition         | Rang     | Résultats pays | Résultats Bird | Matchs Bird |
| --------------- | -------- | -------------- | -------------- | ----------- |
| Angleterre 2013 | Champion | 6 v, 0 n, 0 d  | 5 v, 0 n, 0 d  | 5/6         |

Légende : v = victoire ; n = match nul ; d = défaite.

#### Quatre Nations
| Édition             | Rang      | Résultats pays | Résultats Bird | Matchs Bird |
| ------------------- | --------- | -------------- | -------------- | ----------- |
| Quatre Nations 2010 | Finaliste | 3 v, 0 n, 1 d  | 1 v, 0 n, 1 d  | 2/4         |
| Quatre Nations 2014 | Finaliste | 2 v, 0 n, 2 d  | 2 v, 0 n, 2 d  | 4/4         |

Légende : v = victoire ; n = match nul ; d = défaite.

#### En sélection représentatives
| Année | Compétition     | Rang      | Résultats Sélection | Résultats Bird | Matchs Bird |
| ----- | --------------- | --------- | ------------------- | -------------- | ----------- |
| 2007  | City vs Country | Perdant   | 0 v, 0 n, 1 d       | 0 v, 0 n, 1 d  | 1/1         |
| 2007  | State of Origin | Perdant   | 1 v, 0 n, 2 d       | 1 v, 0 n, 1 d  | 2/3         |
| 2008  | State of Origin | Perdant   | 1 v, 0 n, 2 d       | 1 v, 0 n, 1 d  | 2/3         |
| 2010  | City vs Country | Vainqueur | 1 v, 0 n, 0 d       | 1 v, 0 n, 0 d  | 1/1         |
| 2010  | State of Origin | Perdant   | 0 v, 0 n, 3 d       | 0 v, 0 n, 1 d  | 1/3         |
| 2011  | State of Origin | Perdant   | 1 v, 0 n, 2 d       | 1 v, 0 n, 2 d  | 3/3         |
| 2012  | City vs Country | Perdant   | 0 v, 0 n, 1 d       | 0 v, 0 n, 1 d  | 1/1         |
| 2012  | State of Origin | Perdant   | 1 v, 0 n, 2 d       | 1 v, 0 n, 2 d  | 3/3         |
| 2013  | State of Origin | Perdant   | 1 v, 0 n, 2 d       | 1 v, 0 n, 2 d  | 3/3         |
| 2014  | State of Origin | Vainqueur | 2 v, 0 n, 1 d       | 1 v, 0 n, 1 d  | 2/3         |
| 2016  | State of Origin | Perdant   | 1 v, 0 n, 2 d       | 0 v, 0 n, 1 d  | 1/3         |

## Statistiques
| Saison | Club                       | Compétition           | Matchs | Points | Essais | Goals | Drops |
| ------ | -------------------------- | --------------------- | ------ | ------ | ------ | ----- | ----- |
| 2002   | Cronulla-Sutherland Sharks | National Rugby League | 9      | 8      | 2      | 0     | 0     |
| 2003   | Cronulla-Sutherland Sharks | National Rugby League | 21     | 40     | 9      | 2     | 0     |
| 2004   | Cronulla-Sutherland Sharks | National Rugby League | 11     | 16     | 3      | 3     | 0     |
| 2005   | Cronulla-Sutherland Sharks | National Rugby League | 12     | 4      | 1      | 0     | 0     |
| 2006   | Cronulla-Sutherland Sharks | National Rugby League | 17     | 24     | 6      | 0     | 0     |
| 2007   | Cronulla-Sutherland Sharks | National Rugby League | 20     | 40     | 9      | 2     | 0     |
| 2008   | Cronulla-Sutherland Sharks | National Rugby League | 16     | 20     | 5      | 0     | 0     |
| 2009   | Dragons Catalans           | Super League          | 22     | 26     | 5      | 3     | 0     |
| 2010   | Gold Coast Titans          | National Rugby League | 22     | 13     | 3      | 0     | 1     |
| 2011   | Gold Coast Titans          | National Rugby League | 19     | 15     | 3      | 1     | 1     |
| 2012   | Gold Coast Titans          | National Rugby League | 17     | 12     | 3      | 0     | 0     |
| 2013   | Gold Coast Titans          | National Rugby League | 20     | 16     | 3      | 2     | 0     |
| 2014   | Gold Coast Titans          | National Rugby League | 17     | 40     | 3      | 14    | 0     |
| 2015   | Gold Coast Titans          | National Rugby League | 12     | 4      | 0      | 2     | 0     |
| 2016   | Gold Coast Titans          | National Rugby League | 22     | 8      | 2      | 0     | 0     |
| 2017   | Dragons Catalans           | Super League          | 16     | 4      | 1      | 0     | 0     |
| 2018   | Dragons Catalans           | Super League          | 20     | 12     | 3      | 0     | 0     |
| 2018   | Dragons Catalans           | Challenge Cup         | 2      | 8      | 2      | 0     | 0     |
| 2019   | Dragons Catalans           | Super League          | 15     | 8      | 2      | 0     | 0     |